# Richard Wagner
Wilhelm Richard Wagner (Leipzig, 22 mei 1813 – Venetië, 13 februari 1883) was een Duits componist, dichter en librettist.
Richard Wagner was een belangrijk vernieuwer van de muziek van zijn tijd. Hij componeerde als belangrijkste werken een aantal opera's die hij zelf liever als muziekdrama's aanduidde en waarvoor hij ook de teksten (libretti) schreef. Hij streefde naar een Gesamtkunstwerk, de ideale vereniging van woord, muziek en toneel. Op den duur ontstonden daaruit zijn grootse muziekdrama's die uiteindelijk in een speciaal hiervoor gebouwd theater werden (en worden) opgevoerd in de Beierse stad Bayreuth.
Wagner heeft vrijwel zijn hele leven in politieke en financiële moeilijkheden verkeerd; pas in de latere jaren van zijn leven kwam hij tot welstand en aanzien. Hij was aanvankelijk getrouwd (1836) met Minna Planer (1809-1866), had later een (platonische?) verhouding met Mathilde Wesendonck en met Cosima (1837-1930), de dochter van Franz Liszt, veel jonger dan hij (hij was zelf van de generatie van Liszt), uiteindelijk trouwde Wagner in 1869 met haar. Samen kregen ze één zoon, Siegfried Wagner (1869). Tevens had Wagner twee buitenechtelijke dochters bij Cosima, Isolde (1864) en Eva (1867), die beiden door Cosima's eerste echtgenoot, Hans von Bülow erkend werden.
Twee van Siegfrieds zonen Wolfgang en Wieland Wagner hebben na hun oma Cosima nog decennialang de gang van zaken in Bayreuth bestierd.
Wagner, als persoon en als musicus, blijft onderwerp van controverse en emotionele discussies; zowel verafgoding als volstrekte verwerping komen voor.
Hij ageerde sterk tegen Joden, die voor hem een geldbelust element in de nationale samenleving vormden en waaraan hij ook in de kunsten een negatieve rol toekende (de zogenaamde Kunstjuden). Hij achtte hen niet in staat om de Duitse taal in haar volle en diepe betekenis te kunnen gebruiken, in libretti en de toonzetting van liederen. Dergelijke opvattingen verkondigde hij in verschillende anti-Joodse teksten zoals Das Judenthum in der Musik (1850) en Religion und Kunst (1880), gericht tegen onder meer Giacomo Meyerbeer en Felix Mendelssohn. In dat laatste werk verbond hij een culturele met een biologische anti-Joodse gezindheid en verklaarde hij kunstscheppingen uit handen van Joden als degeneratieverschijnselen. Daarmee in verband staat zijn pre-occupatie met thema's als adeldom, reinheid en zuiverheid en de veronderstelde exclusieve aanwezigheid van deze superieure eigenschappen in de Arisch-Europese mens. Zijn keuze voor Oud-Germaanse sagen gaf hem een mogelijkheid om dat als thematiek uit te werken tegenover de 'gedegenereerde' thema's uit de klassieke oudheid en de 'Romaanse' landen die tot dusver gangbaar waren in de muziekkunst.
Er is omvangrijke literatuur over Wagner die deze controverse weerspiegelt. Zijn betekenis als componist, muzikaal vernieuwer en librettist staat buiten kijf.

## Biografie
Richard Wagner werd op 22 mei 1813 geboren te Leipzig. Zijn vader Karl Friedrich Wilhelm Wagner, die klerk was bij de politie, overleed toen Richard vijf maanden oud was. Zijn moeder Johanna Rosine Pätz verhuisde naar Dresden en hertrouwde in 1814 met de toneelspeler en schilder Ludwig Geyer. 
De jonge Richard werd toen Richard Geyer genoemd en het is mogelijk dat Ludwig Geyer zijn werkelijke vader was. Na het overlijden van Geyer veranderde hij zijn naam in Wagner en keerde het gezin terug naar Leipzig, waar in 1830 een door Wagner geschreven ouverture in het plaatselijke theater werd uitgevoerd door Heinrich Dorn. Het lot der vaderloosheid zal een toonaangevend thema zijn voor zijn helden: Tristan, Siegmund en Sieglinde, Siegfried, Parsifal.

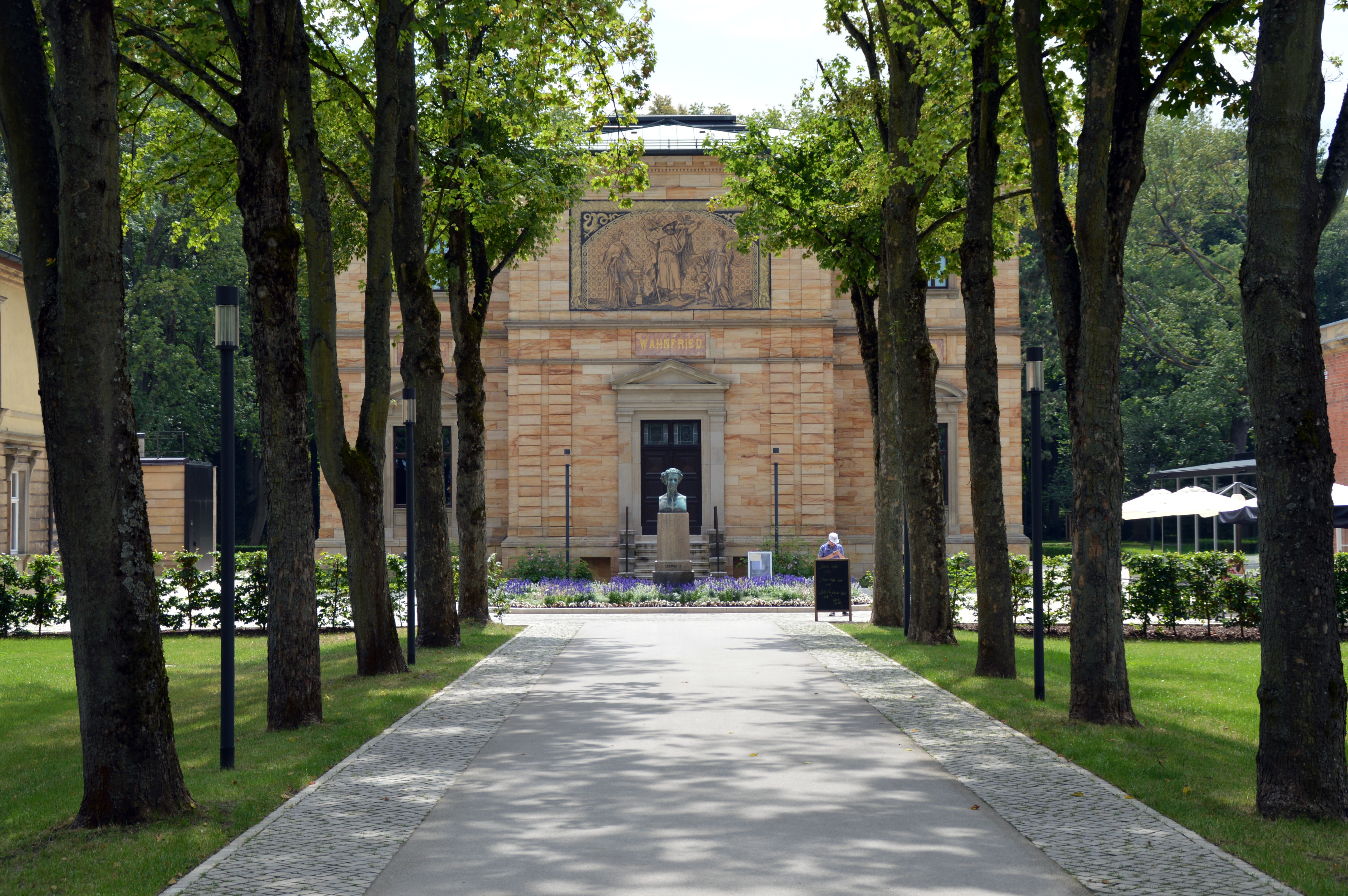
Haus Wahnfried

De jonge Richard Wagner had ambitie toneelschrijver te worden. In 1831 schreef hij zich echter in aan de Universiteit van Leipzig om muziek te studeren. De muziek van Beethoven had een belangrijke muzikale invloed op hem en hij trachtte aanvankelijk in diens stijl te componeren.
In 1833 werd Wagner benoemd tot koormeester aan het theater van Würzburg en in hetzelfde jaar voltooide hij zijn eerste opera, Die Feen, met daarin duidelijke invloeden van Carl Maria von Weber. Hij had korte dienstverbanden in Maagdenburg en Koningsbergen. Hij trouwde met de actrice Minna Planer in 1836. Het jaar daarop verhuisden zij naar Riga waar hij dirigent van de opera werd. Minna had een korte, rampzalige verhouding met een legerofficier. Toch zou het nog dertig jaar duren voor het huwelijk eindigde. Door schuldeisers op de hielen gezeten vluchtten ze in 1839 via Noorwegen en Londen naar Parijs. De lange stormachtige zeereis was een inspiratie voor de opera Der Fliegende Holländer die hij in 1841 schreef. De Wagners woonden twee en een half jaar in Parijs, waar hij geld verdiende met het schrijven van artikelen en het bewerken van opera's van anderen. In de herfst van 1840 schreef Wagner Rienzi. De grote successen van de populaire Meyerbeer in Parijs hebben wellicht bijgedragen aan zijn afkeer van 'Joodse' componisten.
In 1842 verhuisden de Wagners voor een periode van zes jaar naar Dresden, waar Richard Kapellmeister (operadirigent) was. De première van Rienzi vond in 1842 plaats in Dresden. Dit werd een van de grootste triomfen in Wagners leven en legde de grondslag voor zijn beroemdheid. Enkele maanden later werd er in Dresden een opera opgevoerd, die de "eigenlijke Wagner" Der fliegende Holländer noemde. Bij de première van zijn opera Tannhäuser (1845) in Dresden gaf het publiek hem weer de voorkeur.
Wagner was echter zeer politiek actief en had connecties met revolutionairen en anarchisten, waaronder Michail Bakoenin. In het jaar 1848, waarin het overal in Europa gistte en de revolutie in de grote Europese steden uitbrak, was hij politiek actief en ging hij in Dresden als radicaal democraat de barricaden op. Maar de oude staatsorde werd hersteld en toen tegen hem een arrestatiebevel werd uitgevaardigd, vluchtte hij. Sindsdien zouden zijn burgerlijk democratische opvattingen zich in elitaire reactionaire richting ontwikkelen.
Hij zocht asiel in Zwitserland, waar Mathilde Wesendonck, een vurig bewonderaarster, die gehuwd was met een rijke mecenas en industrieel, hem hulp schonk. Zij was zijn muze bij het schrijven van Tristan und Isolde en de Wesendonck-Lieder. Ook werkte hij aan de tekst en de muziek van Der Ring des Nibelungen. Twaalf jaar heeft hij in Zwitserland gewoond en hier zijn veel belangrijke werken (deels) ontstaan.
In 1862 vestigde Wagner zich in Biebrich, waar hij aan Die Meistersinger werkte. Tegen het eind van dat jaar was hij evenwel in Wenen, waar hij tot begin 1864 is gebleven.

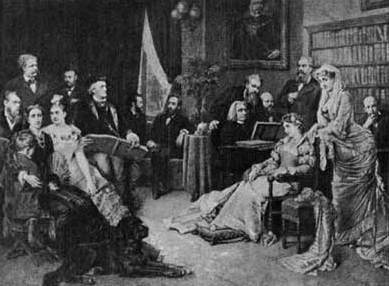
Richard Wagner in Bayreuth

Uiteindelijk streek hij tegen het einde van zijn leven neer in het Noord-Beierse Bayreuth, waar hij met de steun van de Beierse koning en Wagnerliefhebber Ludwig II een operagebouw kon laten bouwen. In dit Festspielhaus, waar uitsluitend zijn eigen werk ten gehore wordt gebracht, bevindt het orkest zich onzichtbaar in een orkestbak onder het toneel. Jaarlijks worden de Bayreuther Festspiele gehouden. Wie een kaartje wil bemachtigen komt op een jarenlange wachtlijst. Om als musicus te worden uitgenodigd daarbij te komen zingen of spelen wordt beschouwd als een grote eer.

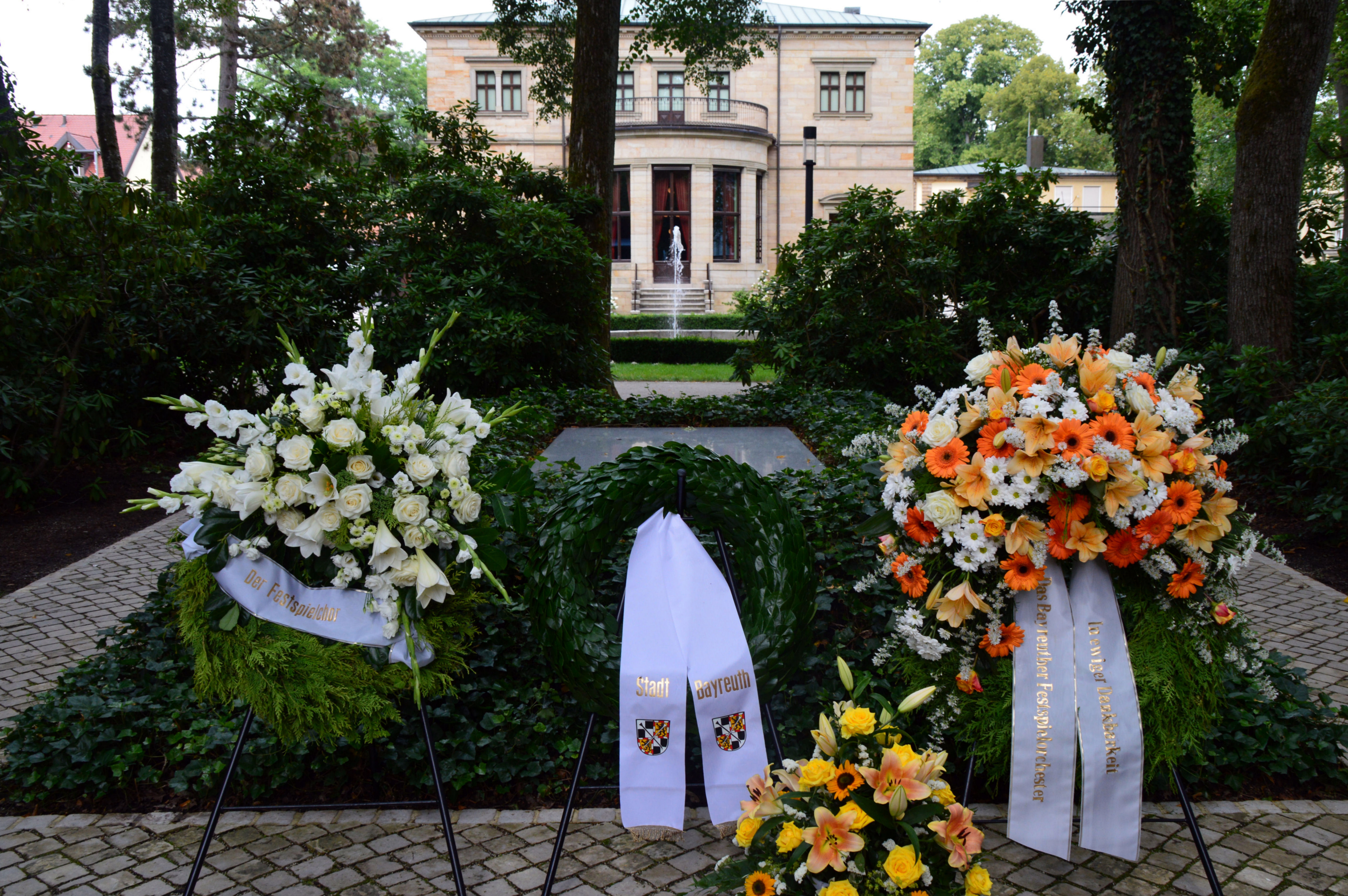
Graf Richard Wagner achter zijn villa Haus Wahnfried in Bayreuth

Wagner stierf aan een hartinfarct na een ruzie met Cosima, zijn echtgenote, op 13 februari 1883 in het Palazzo Vendramin-Calergi te Venetië. De componist werd begraven in de tuin achter het Haus Wahnfried op een daartoe door hemzelf uitgekozen plek. Bij de opening van de Festspiele is er gezang van het festivalkoor aan het met lauwerkransen voorziene graf van de meester en zijn hondjes Marke en Russ.
Wagners woonhuis in Bayreuth, Haus Wahnfried, is thans een museum, evenals de Richard-Wagner-Stätten in Graupa waar hij verbleef tijdens zijn periode in Dresden (1842-1849).

## Betekenis van Wagner voor de muziek
Wagner liet de klassieke muziek in een heel andere staat achter dan hij deze aantrof. Harmonieën die voor zijn tijd niemand had durven proberen, opera's die in bijna niets leken op wat er voor die tijd onder die naam bekendstond, orkestraties en melodieën die niemand eerder had geprobeerd, oerthema's uit de mythologie met een universele geldigheid en aantrekkingskracht. Wagner introduceerde in zijn Ring het idee van het Leitmotiv (de gebruikelijke term, Wagner sprak zelf echter altijd over Gefühlsmoment), een fragmentje, melodische lijn of thema dat voor een bepaald idee of persoon staat. Hierdoor gaat de muziek een eigen leven leiden naast de tekst; de hoofdpersoon zweert op het toneel mondeling trouw, maar het orkest gromt onder het toneel al over 'verraad'; Wodan heeft het over een contract en het orkest onderstreept dit met het thema van zijn speer waarin de runen van het verdrag staan gegrift. De motieven muteren langzaam naarmate hun rol verandert of anders wordt toegepast. Dit maakt het bijwonen van een opvoering van de Ring (vier avondvullende opera's) tot een volstrekt unieke ervaring waarin de luisteraar geheel wordt ondergedompeld. Het vergt wel grote volharding om tot een dergelijke waardering van de kunst van deze componist te komen. Voor beginners zijn wellicht Der fliegende Holländer en Lohengrin een goede keuze. Wagner heeft ook een grote invloed gehad op de cultuurfilosofie van Friedrich Nietzsche, die aanvankelijk idolaat van hem was, maar zich later rigoureus van Wagner afkeerde.

## Wagner en de politiek
Wagner was uitgesproken anti-Joods gezind (de aanduiding antisemisme bestond in zijn tijd nog niet ). Hitler adoreerde hem. Hij beperkte zich niet tot componeren, hij was ook politiek actief (hij heeft samen met zijn Russische vriend en revolutionair Bakoenin deelgenomen aan de vruchteloze opstand in Dresden tijdens de revolutie in 1848-1849). Siegfried, de held van Wagners Der Ring des Nibelungen, is deels gebaseerd op het karakter van Bakoenin.
Tevens had hij een scherp oog voor zijn eigen belang; hij was jaloers op zijn collega-componisten die (naar zijn mening onterecht) gemakkelijke successen behaalden. Hij ageerde sterk tegen Joden en heeft een lang anti-Joods artikel Das Judenthum in der Musik (1850) geschreven. Das Judentum in der Musik is een problematisch stuk van de Duitse geschiedenis geworden en Wagner heeft ermee een plaats ingenomen in de geschiedenis van jodenhaat, jodenvervolging en antisemitisme. In ieder geval werd na Das Judenthum in der Musik de anti-Joodse gezindheid– dat tot dan toe een obscure ideologie was geweest – wijd verbreid en als iets gewoons gezien. De vele botte beschuldigingen, beledigingen, absurditeiten en insinuaties van het pamflet roepen tegenwoordig op zijn minst verwondering en verontrusting op. Wanneer hij iemand niet mocht, dan "concludeerde" hij dat diegene "dus" wel een Jood moest zijn, of toch anders mínstens diens móeder een Jodin.
De anti-Joodse gezindheid van Wagner sloot aan bij een lange Europese traditie en werd volgens journalist Jonathan Carr {feit?} ook in de hand gewerkt door de schulden die Wagner voortdurend bij Joodse bankiers had uitstaan. Toch was zijn houding tegenover Joden eerder egoïstisch zoals blijkt uit zijn vroege contacten met de populaire Joodse operacomponist Giacomo Meyerbeer en nog andere Joodse muzikale vrienden. Ook Cosima Liszt,  Wagners tweede echtgenote, bleek later een jodenhaatster in haar dagboeken. Zij hielp na zijn dood Wagner's gedachtegoed verspreiden en kneedde hem tot een bruikbare mascotte voor het latere 'Blut und Boden'-idee.
Wagner had grote invloed op koning Lodewijk II van Beieren, die hem in de loop der jaren (tot bezorgdheid van diens ministers) veel geld ter beschikking heeft gesteld om zijn idealen te verwezenlijken.

## Wagner en de literatuur
In de literatuur van het Nederlandse fin de siècle heeft Wagner grote invloed gehad, zozeer zelfs, dat er gesproken kan worden van een zogeheten Wagnercultus. Zijn muziek was zo heftig, pompeus en opzwepend, dat ze in sommige literatuur met krankzinnigheid wordt geassocieerd. Literatoren zagen de componist als "de gids voor het labyrint van de menselijke ziel", die het gestoorde los kan maken in de mens. Een voorbeeld kan worden aangetroffen in het korte verhaal De binocle (1920) van Louis Couperus, waarin een man tijdens een operavoorstelling de obsessieve neiging krijgt om een zware binocle (toneelkijker) te gooien op het hoofd van een kale man, die in de zaal onder het balkon zit. Doordat hij deze aanvechting jaren eerder op deze plek ook al had bij dezelfde opera Die Walküre, legt Couperus impliciet een suggestief verband.

## Liszt en Wagner
Liszt en Wagner onderhielden een nauwe band met elkaar: zij waren tijdgenoten en componisten; door het huwelijk met Liszts oudste dochter, werd Wagner de schoonzoon van Liszt. Hierdoor werden zij buren, omdat Liszt een woning naast die van hem had laten bouwen voor zijn dochter; in Bayreuth overleed Liszt in het huis van Wagner.
In sommige composities vallen duidelijke invloeden van Wagner op, bijvoorbeeld in Les Preludes. Dit stuk zou ook van Wagners hand kunnen zijn geweest. Liszt was niet alleen bewonderaar van Wagners orkestrale werken, maar hij maakte ook transcripties voor piano ervan (voorbeelden zijn: Ouvertüre zu Tannhäuser (S.422) en Isoldes Liebestod (S.447)) en steunde hem door zijn nieuwe opera’s uit te voeren in Weimar.

Tijdens Wagners afwezigheid ging Lohengrin in Weimar in première. De opera werd gedirigeerd door Franz Liszt, maar Wagner had zelf door middel van correspondentie de supervisie over de productie.

## Nietzsche en Wagner
De relatie tussen Wagner en Friedrich Nietzsche was zeer opvallend. De jonge Nietzsche zag aanvankelijk de grote vernieuwer in Wagner, dé figuur die het decadente Duitsland van destijds naar een bloeiende renaissance kon leiden. De tijd die ze samen doorbrachten in Tribschen behoorde tot de beste tijd van zijn leven, aldus Nietzsche. Het tij keerde drastisch bij de opening van de opera in Bayreuth, een gegeven dat Nietzsche niet anders kon zien dan als de verloochening van hun beider ideeën over kunst en cultuur. Het is zeker dat Nietzsche steeds van Wagner is blijven houden maar zijn taak als filosoof dwong hem er toe door te dringen in de muziekwereld van Wagner. Dit resulteerde in steeds fellere kritiek op het werk van de geroemde componist, tot uiteindelijk de vriendschap volledig stuk liep. De kritiek die Nietzsche gaf op Wagner kreeg (en krijgt nog steeds) weinig bijval, waarschijnlijk mede omdat ze door de persoonlijke achtergrond tussen de twee mannen geassocieerd wordt met vadermoord.

Nietzsche had het vooral over Wagners decadentie; de moraal in Wagners verhalenkeuze alleen al was volgens Nietzsche volledig verkeerd:
"Wie anders dan Wagner leerde ons, dat de onschuld bij voorkeur interessante zondaren verlost? (het geval in Tannhäuser). Of dat zelfs de Wandelende Jood verlost wordt, huiselijk wordt, wanneer hij trouwt? (het geval in de Vliegende Hollander). Of dat verdorven oude vrouwspersonen er de voorkeur aan geven door kuise jongelingen verlost te worden? (het geval Kundry). Of dat mooie meisjes het liefst gered willen worden door een ridder die Wagneriaan is? (het geval in de Meistersinger). Of dat ook getrouwde vrouwen graag gered worden door een ridder? (het geval Isolde). Of dat "de oude god", nadat hij zich op alle mogelijke manieren gecompromitteerd heeft, uiteindelijk door een vrijdenker en immoralist verlost wordt? (het geval in de Ring). Verbaast U zich vooral over deze laatste diepzinnigheid! Begrijpt U het? Ik — pas er wel voor op, dat te begrijpen..."
Het meest verbolgen was hij misschien nog wel over de manier waarop Wagner in zijn laatste drama Parsifal opnieuw toenadering zocht tot het christendom, een religie die in Nietzsches visie nu juist overwonnen moest worden.
Maar ook op muzikaal gebied was er kritiek. Voor Nietzsche gold dat muziek "de geest moet doen dansen", "met lichte voeten". Vandaar dat hij ook herhaaldelijk opmerkte dat de opera Carmen van Georges Bizet torenhoog uitstak boven de donkere en logge wereld van Wagner. Verder kon een "Gesamtkunstwerk" nooit ten goede komen aan de afzonderlijke delen, maar er eerder ten koste van gaan en ten slotte leiden tot goedkoop effectbejag.
De bijdrage van Wagner aan de muziek is volgens Nietzsche enkel gelegen in zijn kundigheid als miniaturist. In sterk contrast met het algemeen heersende beeld van Wagner als grootmeester in het theatrale, is zijn muziek volgens Nietzsche in werkelijkheid niets anders dan een aantal korte muzikale pareltjes die samenhangen met veel te lange, saaie, zichzelf herhalende en overbodige muziekblokken.

## Festspielhaus
Het Wagner Festival theater (Festspielhaus) in Bayreuth (voltooid in 1876) blijft nog altijd een van de meest controversiële operagebouwen. Niet alleen als gebouw, maar ook als basis van theatervernieuwing. Vooral het werk van de diverse regisseurs, die daar na de Tweede Wereldoorlog werkten, heeft wereldwijd grote invloed gehad. Maar ook het Festspielhaus zelf behoort nog tot de avant-garde. Voor iemand, die in akoestiek is geïnteresseerd, is het nog steeds een openbaring, wanneer hij voor het eerst het interieur ziet en het klankbeeld op zich in laat werken.
Het beroemde auditorium met zijn volmaakte zichtlijnen vanaf elke zitplaats bleef onveranderd, de bijzondere akoestiek bleef behouden. Hoewel het Festspielhaus ouder is dan de New Yorkse Met en de Parijse Opéra geldt het theaterinterieur nog steeds als een der modernste. Het steil hellende vlak waarop de stoelenrijen zijn geplaatst komt niet alleen het zien, maar ook het horen ten goede. Het kenmerkende verschil met andere theaters is, dat de rijen in Bayreuth in een rechte lijn oplopen, terwijl dat in de meeste andere schouwburgen volgens een holle curve gebeurt.
De veelgeprezen fraaie akoestiek is ook een gevolg van het feit dat het theater met zijn 1800 plaatsen niet is overgedimensioneerd. Andere bijdragen aan een goede akoestiek worden geleverd door de hoek tussen het vlakke houten plafond, de als galmschelp fungerende prosceniumboog en de vleugelachtige uitsteeksels aan de zijwanden. Ten slotte zijn daar nog de beroemde gebogen kap, die de orkestbak overdekt en de plaatsing van het orkest, dat half onder het toneel zit, met het zware koper achteraan 'begraven'.
Dat alles zorgt voor het specifiek nodige klankmengsel dat ideaal wordt geacht voor Parsifal en de vier opera's die samen Wagners Ring des Nibelungen vormen. In feite werd de Ring gecomponeerd voor precies deze entourage en werd Parsifal georkestreerd voor dit theater; het werk mocht zelfs nergens anders worden uitgevoerd! Omgekeerd zou deze akoestiek absoluut onbevredigend zijn voor een opera van Mozart of Rossini, ook al wordt de menselijke stem in ideaal reliëf geplaatst. Wat de vaak problematische balanskwestie tussen zanger en orkest betreft, blijkt in de praktijk dat zelfs stemmen met middelmatig volume zelden door het orkest worden overspoeld. Ook belangrijk voor Wagner is, dat de verstaanbaarheid weinig te wensen overlaat.
Ten dele werd Wagner bij het ontwerpen van dit unieke theater geïnspireerd door het Griekse theater. Een van zijn idealen was, dat zijn festivalprogramma's ooit een artistieke en sociale rol zouden vervullen, vergelijkbaar met de producties van Aeschylus en Sophocles in het oude Griekenland. Verder wortelden zijn ideeën deels in zijn eerste opera-ervaringen in Riga. Het bewuste theater in Riga was oud, klein en verwaarloosd. Maar het had drie kenmerken, die Wagner altijd zijn bijgebleven: het steile amfitheater, de betrekkelijk lage zitpositie van het orkest en de tijdens de voorstelling gedimde verlichting - iets radicaals in die tijd. De keuze voor Bayreuth, destijds een afgelegen provinciestad, kan worden verklaard uit Wagners afkeer van de opgeklopte sociale poespas rond de traditionele (hof)opera's en de daar vaak heersende muzikale routine. Hij moest eens weten wat er na zijn dood in dat eerste opzicht is geworden......
Wagners concept van een revolutionair theater begon zich rond 1850 uit te kristalliseren. Hij begon toen aan een revolutionaire opera die Siegfrieds Tod zou moeten heten. Als berooid banneling, door de Duitse politie gezocht vanwege zijn aandeel in de Dresdense revolutie van 1849, droomde hij van een tijdelijk zomertheater, een simpele constructie, waar de eerste opvoeringen van Siegfrieds Tod konden plaatsvinden, en uiteraard met een ideale bezetting. Gedurende het voorjaar zou hij repeteren voor de uitvoeringen in de zomer. Met nogal wollig idealisme hoopte hij het publiek gratis toegang te kunnen geven.
De droom nam snel vastere vormen aan. Aan het eind van het volgend jaar was het concept van Siegfrieds Tod uitgegroeid tot een uiterst onpraktisch project van vier opera's in één. Het was dermate complex dat geen enkel operagezelschap in staat was om het artistiek, financieel of qua benodigd toneeloppervlak op zijn repertoire te nemen. Als het werk al gerealiseerd moest worden, dan alleen met behulp van Wagners visioen van een tijdelijk theater, dat exclusief moest worden gebouwd voor deze monstrueuze cyclus.
Toen Wagner het project van zijn Nibelungen tetralogie in een brief met vierduizend woorden aan zijn geduldige vriend Franz Liszt uit de doeken deed, antwoordde Liszt grootmoedig dat hij "niet de geringste twijfel" had aan het "monumentale succes" van de droom. Met typisch romantische panache voegde hij daaraan toe: "Ga moedig door en laat niets je afleiden van je werk. Een werk waarvoor het programma, dat de episcopale raad van Sevilla voor de architect van hun kathedraal opstelde zou kunnen gelden: 'Bouw voor ons een tempel, waarvan toekomstige generaties zullen zeggen, dat de raad gek was om aan iets zo buitengewoons te beginnen.' Liszt voegde daaraan toe: 'Niettemin, daar staat die kathedraal!' En daar stond inderdaad vijfentwintig jaar later op een heuvel bij het Beierse stadje Bayreuth het Wagner Festspielhaus, gereed voor de wereldpremière van Der Ring des Nibelungen.
De route naar dat Festspielhaus had meer dan een kwart eeuw van Wagners leven gevergd, meer ook dan de fanatieke toewijding van koning Ludwig II van Beieren en de bronnen uit zijn schatkist, meer dan het genie van de architect Gottfried Semper, wiens plannen voor een ideaal Wagner-festival in München op veel instemming van Wagner en de koning stuitten. Het mislukken van het fraaie Münchense project was vooral de schuld van Wagner zelf. Hij raakte dermate verwikkeld in politieke intriges, dat de koning ten slotte werd genoopt om hem te verzoeken tijdelijk het land te verlaten.
Maar in 1870, tijdens zijn tweede verbanning in Zwitserland, kwam Wagner op het idee voor Bayreuth. Hij werd voor het eerst opmerkzaam op de stad toen hij las, dat het kleine hoftheater, dat in de achttiende eeuw was gebouwd door Giuseppe Galli-Bibiena een dieper toneel had dan alle overige operatheaters in Duitsland. Omdat Bayreuth zelf klein maar aantrekkelijk was en geen eigen operagezelschap bezat, vroeg Wagner zich af of het grote achttiende-eeuwse toneel niet geschikt was om zijn toneelmatige stormen, zondvloeden en kosmische catastrofes onder te brengen.
Een vierdaags bezoek aan Bayreuth een jaar later overtuigde hem, dat het overladen barokauditorium volslagen ongeschikt was voor zijn werk, maar dat Bayreuth een volmaakte plaats was. De plaatselijke notabelen waren zeer gevleid en gelukkig en de stadsvaderen gingen snel akkoord met Wagners suggestie, dat ze gratis de noodzakelijke grond voor het festival theater plus een omringend park ter beschikking moesten stellen. Omdat hij tijdens het Münchense fiasco ruzie met Semper had gemaakt, moest Wagner omkijken naar een andere architect. Hij koos ten slotte Otto Brückwald uit Leipzig. Diens betrekkelijk eenvoudige taak zou eruit bestaan om de heel praktische ideeën, die de componist zelf jarenlang had ontwikkeld en die waren gerijpt door zijn samenwerking met Semper, nader uit te werken en gestalte te geven.
Het grootste probleem was natuurlijk: hoe kon het vrijwel onmogelijk lijkende project worden gefinancierd? Het vervolgde hem de rest van zijn leven en bespoedigde mogelijk zijn dood. Vrienden en medestanders stroomden toe met financiële hulp. Kleine sommen werden ingezameld door de leden van de Richard Wagner Clubs in veel Duitse steden. Men kon een zogenaamd patronaatscertificaat kopen, dat gratis toegang waarborgde voor een plaats bij de drie Ring cyclussen tijdens het eerste festival. De kedive van Egypte schonk een fors bedrag, Sultan Abdoel Aziz van Turkije iets minder. Wagner zelf vergaarde een fors bedrag door benefietconcerten te dirigeren en het honorarium van $5.000 voor de Grand Festival March, die hij schreef voor de honderdjarige viering van de Amerikaanse onafhankelijkheid, ging ook al in het potje. Maar dat alles samen was - om in toenmalige dollars te blijven doorrekenen - maar een deel van de $225.000, die nodig was en die ten slotte zoals gebruikelijk ruim werd overschreden: het steeds weer opdoemende verschil tussen begroting en werkelijkheid.
Niettemin kon Wagner op zijn negenenvijftigste verjaardag, 22 mei 1872, de eerste steen leggen en minder dan vijftien maanden later werd het hoogste punt bereikt. Op dat moment was het geld op en werd de bouw gestaakt. Vijfenzeventig duizend dollar was minimaal nodig om verder te kunnen gaan. Om nog maar te zwijgen van het geld dat nodig was voor het interieur en om voorstellingen te financieren. Alle bedelpartijen leken voor niets, ook waar het Ludwig II aanging. Pas op het allerlaatste moment kwam hij om het project voor een ramp te behoeden over de brug. Ten slotte, met hulp van wat meer afpersing, benefietconcerten en een formidabel bedrag aan schulden, was het gebouw vrijwel klaar. Het had meer dan alleen geld en doorzettingsvermogen gekost. Op een dag, toen Wagner en zijn vrouw Cosima het Festspielhaus verlieten, keek hij om en ze bitter tegen Cosima: "Elke steen van dat gebouw is bevlekt met jouw en mijn bloed."
Al in 1875 begonnen de grootste kunstenaars die Wagner bereid had gevonden om mee te doen, met de repetities. Voor het orkest was de beroemde Wilhelmj als concertmeester geworven. Medewerking betekende een eigen financieel offer brengen, want de meesten ontvingen niet eens een afdoende onkostenvergoeding. De beroemde Lilli Lehmann bijvoorbeeld, toen nog een coloratuurster aan de Berlijnse opera en later een van de grootste Isoldes en Brünnhildes, zong kleine rollen: de Waldvogel in Siegfried, een van de Rheintöchter in Rheingold en Götterdämmerung en een van Brünnhildes acht walkurenzusters in Die Walküre.
De allereerste Ring cyclus in 1876 was een wereldsensatie al voordat hij plaatsvond. De mensenschuwe koning Ludwig kwam privé en incognito naar de laatste repetities kijken en de internationale pers was rijk vertegenwoordigd, tot de New York Times aan toe. Het overbevolkte Bayreuth, de grote zomerhitte en het stof werden niet getemperd omdat het oplopende park nog maar net werd aangelegd. Bovendien was er maar een zestal rijtuigen in de stad, zodat de meeste bezoekers zelf de heuvel moesten oplopen in de warme middagzon.
"De rijen dwergboompjes ter weerszijden van de weg, die zich een tegen de zon beschermende rol aanmatigen zullen mogelijk hun functie uitoefenen wanneer 'het kunstdrama van de toekomst' het 'kunstdrama van het heden' is geworden," merkte de verslaggever van de Londense Times ironisch op. Voor het eerst in de krantengeschiedenis werden de verslagen naar de V.S. getelegrafeerd. Trots berichtte de New York Times daarover: "we zijn even actueel met onze kritiek als wanneer Wagners tetralogie in de Academy of Music zou zijn uitgevoerd, en niet 4.000 mijl weg. Dit is de eerste keer dat de krantenlezers 's morgens een kritiek kunnen lezen over een muzikale of dramatische gebeurtenis, die de avond tevoren in een ander werelddeel plaatsvindt." Het was natuurlijk ook meteen een blijk hoe over het belang van de realisatie van Wagners droom werd geacht.
De namen van de kunstenaars, die deelnamen aan die eerste cyclus op 13, 14, 16 en 17 augustus werden met gouden letters in een zwarte steen vermeld. Die steen is geplaatst in de wandelgangen beneden vooraan in het theater.
Toen het gordijn na de laatste Götterdämmerung op 30 augustus viel wisten noch Wagner, die een afscheidstoespraak voor het publiek hield, noch koning Ludwig, die zijn verlegenheid voldoende had overwonnen om de laatste cyclus bij te wonen, of er het volgend jaar weer een cyclus zou zijn. Het Festspielhaus zou pas zes jaar later, in 1882, weer zijn deuren voor het publiek openen voor de eerste door Hermann Levi gedirigeerde opvoering van Parsifal, het grandioze opus waaraan de nog lang niet moegestreden Wagner vrijwel direct na afloop van de Ring-première begon.
Intussen was de eerste en heel markante verandering van het Festspielhaus uitgevoerd, speciaal om tegemoet te komen aan de wensen van de merkwaardige koning. Maar het was vergeefs. De nogal klassiek ogende twee verdiepingen hoge structuur met pilaren en pilasters, die recht in het midden voor de façade werd aangebracht gaf toegang tot de koninklijke loge. Maar deze werd nooit gebruikt omdat hij nooit meer opdaagde: tegen de tijd dat Parsifal klaar was voor zijn eerste uitvoering, was de koning zo wereldvreemd en morbide geworden, dat hij zijn kasteelgedrochten niet meer verliet, ook niet om een privé-repetitie van de opera bij te wonen, die hij eens als het subliemste doel van zijn eigen en Wagners carrière beschouwde.

## Composities

### Voltooide opera's en toneelmuziek

#### Jeugdwerken
- Die Feen, grote romantische opera in drie bedrijven (tekst: naar La donna serpente van Carlo Gozzi), 1833-1834 (première 1888)
- Das Liebesverbot oder Die Novize von Palermo, grote komische opera in twee bedrijven (tekst: naar 'Measure for Measure' van William Shakespeare), 1834-1836 (première 1836, herwerking 1840)
- Rienzi, der Letzte der Tribunen, grote tragische opera in vijf bedrijven (tekst: naar de gelijknamige roman van Edward Bulwer-Lytton), 1837-1840 (première 1842)

#### Middenperiode
- Der fliegende Holländer, romantische opera in drie bedrijven (tekst van de componist), 1840-1841 (première 1843)
- Tannhäuser und der Sängerkrieg auf Wartburg, romantische opera in drie bedrijven (tekst van de componist), 1842-1845 (Dresdner Fassung) (première 1845, herwerking 1845-1847/1851, opera in drie bedrijven (tekst van de componist), herwerking 1859-1861 Pariser Fassung (première 1861, herwerking 1861/1865)
- Lohengrin, romantische opera in drie bedrijven (tekst van de componist), 1845/1846-1848 (première 1850)

#### Latere werken
- Der Ring des Nibelungen, ein Bühnenfestspiel für drei Tage und einen Vorabend:
  - Vorabend Das Rheingold in twee bedrijven (tekst van de componist), 1851-1852/1853-1854 (première 1869, voor het eerst in het kader van de tetralogie 1876)
  - Erster Tag Die Walküre in drie bedrijven (tekst van de componist, oorspronkelijk Siegmund und Sieglinde: der Walküre Bestrafung), 1851-1852/1854-1856 (première 1870, voor het eerst in het kader van de tetralogie 1876)
  - Zweiter Tag Siegfried (oorspronkelijk Der junge Siegfried) in drie bedrijven (tekst van de componist), 1851-1852/1856-1857/1864-1865/1869-1871 (première 1876)
  - Dritter Tag Götterdämmerung (oorspronkelijk Siegfrieds Tod) in een voorspel en drie bedrijven (tekst van de componist), 1848-1852/1869-1874 (première 1876)Manuscript van de laatste maten van Tristan und Isolde

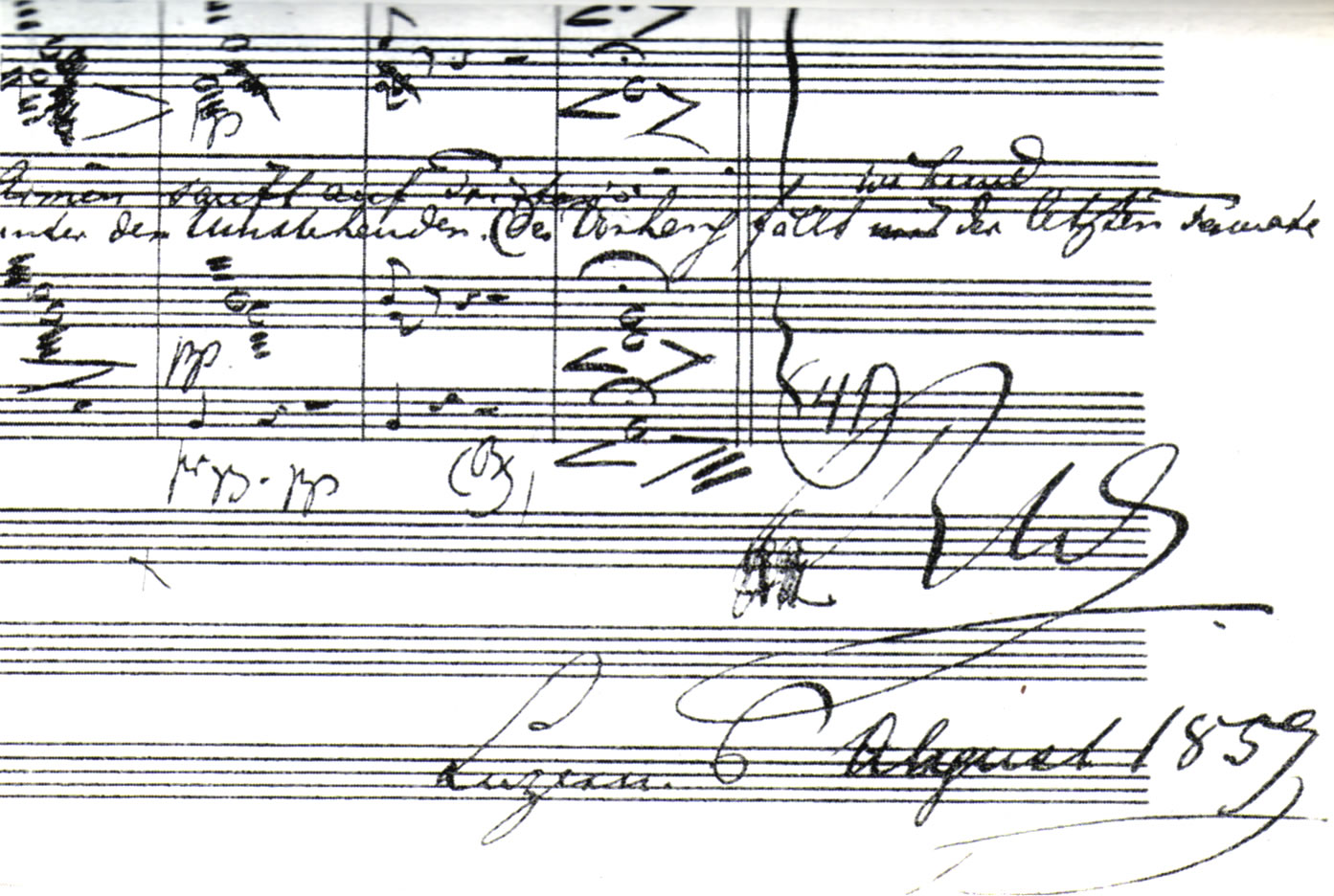
Manuscript van de laatste maten van Tristan und Isolde

- Tristan und Isolde, opera in drie bedrijven (tekst van de componist), 1856-1859 (première 1865)
- Die Meistersinger von Nürnberg, in drie bedrijven (tekst van de componist), 1845/1861-1864/1866-1867 (première 1868)
- Parsifal, ein Bühnenweihfestspiel in drie bedrijven (tekst van de componist), 1865/1877-1882 (première 1882)

### Onvoltooide opera's, niet gecomponeerde libretti en toneelstukken
- Leubald, Trauerspiel in vijf bedrijven 1826-1828
- Schäferoper (fragment, verloren gegaan) 1830
- Die Hochzeit, opera (onvoltooid) 1832-1833 (première van het voltooide deel 1933)
- Die hohe Braut, opera in vijf bedrijven (tekst: naar de gelijknamige roman van Heinrich Koenig) 1836/1842
- Männerlist grösser als Frauenlist oder Die glückliche Bärenfamilie, komische opera in twee bedrijven (tekst: naar Duizend-en-één-nacht) 1838?
- Die Sarazenin, opera in vijf bedrijven 1841?/1843
- Die Bergwerke zu Falun, opera in drie bedrijven (tekst: naar de gelijknamige vertelling van Ernst Theodor Amadeus Hoffmann) 1842
- Friedrich I. in vijf bedrijven 1846/1848-1849
- Jesus von Nazareth in vijf bedrijven 1849
- Achilleus in drie bedrijven 1849-1850
- Wieland der Schmied, Heldenopera in drie bedrijven 1849-1850
- Die Sieger 1856
- Luthers Hochzeit 1868
- Ein Lustspiel in één bedrijf 1868
- Eine Kapitulation, "Lustspiel in antiker Manier" in één bedrijf 1870

### Toneelmuziek
- Ouvertüre van Friedrich Schillers treurspel met koren "Die Braut von Messina" (verloren gegaan) 1830
- Ouvertüre in e-moll und Theatermusik, naar Ernst Raupachs historisch treurspel in vijf bedrijven "König Enzio" (toneelmuziek verloren gegaan) 1831-1832 (première 1832)
- Entr'actes tragiques nr. 1 in D-groot ; nr. 2 in c-klein 1832?
- Musik zu Wilhelm Schmales allegorisch Festspiel "Beim Antritt des neuen Jahres 1835" in één bedrijf 1834 (première 1835)
- Ouverture in Es-Dur und Theatermusik zu Theodor Apels historischem Drama "Columbus" in vijf bedrijven 1834-1835 (première 1835
- Theatermusik zu J. Singers romantisch-historischem Schauspiel mit Gesang "Die letzte Heidenverschörung in Preussen oder Der Deutsche Ritterorden in Königsberg" in vier delen 1837 (première 1837?)

### Orkestwerken
- Ouverture in B-groot Paukenschlag-Ouvertüre (verloren gegaan) 1830 (première 1830)
- Ouverture Politische Ouvertüre (verloren gegaan) 1830?
- Orkestwerk in e-klein 1830?
- Ouverture in C-groot (in 6/8-maat) (verloren gegaan) 1830
- Orkestratie van een sonate voor piano à quatre mains in Bes-groot (verloren gegaan) 1831
- Ouverture in Es-groot (verloren gegaan) 1831
- Ouverture in d-klein Konzert-Ouvertüre Nr. 1 1831 (première 1831)
- Ouverture in C-groot Konzert-Ouvertüre Nr. 2 1832 (première 1832?)
- Symfonie in C-groot 1832 (première 1832)
- Symfonie in E-groot (fragment) 1834
- Ouverture in C-groot Polonia 1836 (première 1836-1837? of 1905
- Ouverture in D-groot Rule Britannia 1837 (première 1838?)
- Eine Faust-Ouvertüre in d-klein 1839-1840 (première 1844), herwerking 1855 (première 1855)
- Trauermusik nach Motiven aus Carl Maria von Webers "Euryanthe" 1844 (première 1844)
- twee of drie symfoniefragmenten 1846-1847
- Träume voor solo-viool en orkest in As-groot (bewerking van de Fünf Gedichte für eine Frauenstimme mit Pianoforte-Begleitung: nr. 2 (later nr. 5)) 1857 (première 1857)
- Romeo und Julie tussen 1868 en 1879?
- Siegfried-Idyll in E-groot 1870 (première 1870)
- plannen voor ouverturen en symfonieën tussen 1874 en 1883

### Werken voor harmonieorkest
- 1844 Trauersinfonie
- 1845 "Tannhäuser": Elizabeth's gebed, voor sopraan solo en harmonieorkest
- 1864 Huldigungsmarsch (oorspronkelijke titel: "Geburtstagsgruß" voor Koning Lodewijk II van Beieren)
- 1871 Kaisermarsch (met in het slotdeel de Luther-koraal "Eine feste Burg ist unser Gott")
- 1875 Großer Festmarsch (gecomponeerd voor het eeuwfeest van de Amerikaanse onafhankelijkheid in Philadelphia in 1876)
- Einzug der Gäste auf der Wartburg uit de opera «Tannhäuser»
- Ouverture uit de opera «Der fliegende Holländer»
- Prelude tot de 3e acte van de opera «Lohengrin»

### Werken voor kamermuziek
- strijkkwartet in D-groot (verloren gegaan) 1829

### Werken voor piano
- sonate in d-klein (verloren gegaan) 1829
- sonate in f-klein (verloren gegaan) 1829
- sonate voor piano à quatre mains in Bes-groot (verloren gegaan) 1831
- sonate in Bes-groot, opus 1 1831
- fantasie in fis-klein 1831
- polonaise in D-groot 1831-1832
- polonaise voor piano à quatre mains in D-groot 1831-1832
- Grosse Sonate in A-groot, opus 4 1832
- Klavierstück (Albumblatt für E.B. Kietz "Lied ohne Worte" 1840?
- polka in G-groot 1853
- sonate in As-groot 1853
- Züricher Vielliebchen-Walzer in Es-groot 1854
- In das Album der Fürstin M[etternich] (Albumblatt) in C-groot 1861
- Ankunft bei den schwarzen Schwänen (Albumblatt) in As-groot1861
- Albumblatt in Es-groot 1875

### Werken voor koor
- Volks-Hymne (Nicolay) in G-groot (tekst: Harald von Brakel) 1837 (première 1837)
- Gesang am Grabe (verloren gegaan) (tekst: Harald von Brakel) 1838-1839 (première 1839)
- Festgesang "Der Tag erscheint" (tekst: Christoph Christian Hohlfeld) versie voor mannenkoor a capella 1843 (première 1843), versie voor mannenkoor en koperblazers 1843? (première 1911?)
- Das Liebesmahl der Apostel, een Bijbelse scène 1843 (première 1843)
- Gruss seiner Treuen an Friedrich August den Geliebten "Im trauen Sachsenland" versie voor mannenkoor en harmonieorkest 1844 (première 1844)
- An Webers Grabe, zangstuk voor mannenkoor in Des-groot 1844 (première 1844)
- Wahlspruch für die deutsche Feuerwehr, lied voor mannenkoor in G-groot (tekst: Franz Gilardone) 1869

### Werken voor solo zangstem en orkest
- aria (verloren gegaan) 1829
- aria voor sopraan en orkest (verloren gegaan) 1830
- scène en aria voor sopraan en orkest (verloren gegaan) 1832 (première 1832

### Werken voor solo zangstem of koor en piano
- vier fragmenten van Lieder tussen 1828 en 1830
- Sieben Kompositionen zu Goethes "Faust" 1831:
  - nr. 1 voor mannenkoor en piano
  - nr. 2 voor sopraan, tenor, gemengd koor en piano
  - nr. 3 voor bas, unisono mannenkoor en piano
  - nr. 4 voor bas, unisono mannenkoor en piano
  - nr. 5 voor bas en piano
  - nr. 6 voor sopraan en piano
  - nr. 7 voor recitante en piano
- Glockentöne, lied voor zangstem en piano (tekst: Theodor Apel (verloren gegaan) 1832
- Der Tannenbaum, lied voor zangstem en piano in es-klein (tekst: Georg Scheurlin) 1838?
- Dors mon enfant, lied voor zangstem en piano in F-groot (tekst: NN) 1839
- Extase, lied voor zangstem en piano in D-groot (tekst: Victor Hugo) 1839
- Attente, lied voor zangstem en piano in G-groot (tekst: Victor Hugo) 1839
- La tombe dit à la rose, lied voor zangstem en piano in e-klein (tekst: Victor Hugo) 1839
- Mignonne, lied voor zangstem en piano in E-groot (tekst: Pierre de Ronsard) 1839
- Tout n'est qu'images fugitives (Soupir), lied voor zangstem en piano in Bes-groot (tekst: Jean Reboul) 1839
- Les deux grenadiers, lied voor bariton en piano in a-klein (tekst: Heinrich Heine in vertaling van François Adolphe Loeve-Veimar) 1839-1840
- Adieux de Marie Stuart, lied voor sopraan en piano in Es-groot (tekst: Pierre-Jean de Béranger 1840
- Fünf Gedichte für eine Frauenstimme mit Pianoforte-Begleitung ("Wesendonck-Lieder") (tekst: Mathilde Wesendonck) eerste versie 1857-1858, tweede versie 1857-1858, derde versie 1858:
  - nr. 1 Der Engel in G-groot
  - nr. 2 Träume in As-groot (later nr. 5)
  - nr. 3 Schmerzen in Es-groot (later nr. 4)
  - nr. 4 Stehe still! in c-klein (later nr. 2)
  - nr. 5 Im Treibhaus in d-klein (later nr. 3)
- Es ist bestimmt in Gottes Rat, Lied voor zangstem en piano in a-klein (tekst: Ernst Freiherr von Feuchtersleben) 1858

### Andere korte lied- en koorcomposities
- Der Worte viele sind gemacht (Kraft-Lied), unisono Lied in F-groot 1871
- Kinder-Katechismus versie voor kinderstemmen en piano 1873 (première 1873), versie voor kinderstemmen en orkest 1874 (première 1874)
- Willkommen in Wahnfried, du heil'ger Christ, lied voor kinderstemmen in C-groot 1877 (première 1877)
- Ihr Kinder, geschwinde, geschwinde, lied voor drie kinderstemmen in G-groot 1880? (première 1880)

### Toneelwerk
- Neues Schlussallegro zur Arie Nr. 15 (Aubry) aus Heinrich Marschners grosser romantischer Oper in zwei Akten "Der Vampyr" voor tenor en orkest 1833 (première 1833
- Instrumentation einer Kavatine aus Vincenzo Bellinis Oper in zwei Akten "Il parata" (verloren gegaan) 1833
- Arie "Sanfte Wehmut will sich regen" als Einlage (Max) in Carl Blums komische Oper in einem Aufzug "Mary, Max und Michel" (tekst: Karl von Holtei) voor bas en orkest in G-groot 1837 (première 1837)
- Arie (Gebet) als Einlage in Joseph Weigls lyrische Oper in drei Aufzügen "Die Schweizerfamilie" (verloren gegaan) (tekst: NN) voor bas en orkest 1837 (première 1837?)
- instrumentatieverbeteringen in Vincenzo Bellini's "Norma" 1837 (première 1837?)
- transcriptie van de harppartij uit de cavatine "Robert toi que j'aime" (nr. 18C) uit Giacomo Meyerbeers "Robert le diable" voor strijkers 1838 (première 1838?)
- herinstrumentering van het Jagerskoor (nr. 18) uit Carl Maria von Webers "Euryanthe" voor mannenkoor en 12 hoorns 1839 (première 1839
- Arie "Norma il predise" mit Männerchor als Einlage (Orovist) in Vincenzo Bellini's Tragedia lirica in zwei Akten "Norma" (tekst: NN) voor bas, mannenkoor en orkest in G-groot 1839
- suites voor cornet à pistons (operapotpourris) 1840?
- arrangementen voor Gaetano Donizetti's opera in vier bedrijven "La Favorite" 1840-1841
- arrangementen voor Fromental Halévy's opera in drie bedrijven "Le Guitarrero" 1841
- arrangementen voor Fromental Halévy's opera in vijf bedrijven "La Reine de Chypre" 1841-1842?
- arrangementen voor Daniel François Esprit Aubers opera in drie bedrijven "Zanetta ou Jouer avec le feu" 1842
- Chor "Descendons gaiment la courtille" als Einlage in Marion Dumersans und Dupeutys Vaudeville-Ballett-Pantomime in zwei Bildern "La descente de la courtille" (tekst: Dumersan?) voor gemengd koor en orkest 1841? (première 1841)
- instrumentatieaanvullingen in Gaspare Spontini's tragédie lyrique in drie bedrijven "La Vestale" 1844 (première 1844)
- bewerking van Christoph Willibald Glucks tragédie lyrique in drie bedrijven "Iphigénie en Aulide" voor soli en orkest 1846-1847 (première 1847)
- bewerking van Wolfgang Amadeus Mozarts dramma giocoso in twee bedrijven "Don Giovanni" 1850 (première 1850)

### Andere werken
- bewerking van Ludwig van Beethovens symfonie nr. 9 in d-klein, opus 125 voor piano 1830-1831
- bewerking van Joseph Haydns symfonie nr. 103 in Es-groot voor piano (verloren gegaan) 1831
- instrumentatie van het duet "Die Seemänner" ("Li marinari") uit Gioacchino Rossini's "Les soirées musicales" 1838 (première 1838?)
- arrangement van de "Grande fantasie sur la Romanesca", opus 111 van Henri Herz voor piano à quatre mains 1841?
- bewerking van Giovanni da Palestrina's "Stabat mater" voor sopraan, alt, tenor, bas en gemengd dubbelkoor 1848? (première 1848
- Konzertschluss zur Ouvertüre von Christoph Willibald Glucks "Iphigenie in Aulis" voor orkest 1854? (première 1854
- bewerking van de wals "Wein, Weib und Gesang", opus 333 van Johann Strauss voor orkest 1875 (première 1875?)

### Studiewerken
- vierstemmige vocale fuga "Dein ist das Reich" 1831-1832
- vierstemmige dubbelfuga in C-groot 1831-1832
- contrapuntoefeningen?

### Losse thema's en melodieën
- thema in As-groot (vaak ten onrechte "Porazzi-Thema" genoemd) 1858
- enkele thema's voor symfonieën (waaronder het "Porazzi-Thema") tussen 1874 en 1883

## Geschriften
Richard Wagners geschriften werden deels reeds tijdens zijn leven verzameld en uitgegeven. Na zijn dood werd de uitgave voortgezet.
- Richard Wagner: Gesammelte Schriften und Dichtungen (deel I tot X) (Leipzig, 1871-'73, 1883); deze eerste uitgave werd door Wagner zelf gesuperviseerd
- vanaf de vijfde uitgave (1911): Richard Wagner: Sämtliche Schriften und Dichtungen (met toevoeging van deel XI en XII)
- vanaf de zesde uitgave (1914): idem (met toevoeging van deel XIII tot XVI)

Inhoud van de verschillende delen (telkens chronologisch):
Deel I:
- "Das Liebesverbot": Bericht über eine erste Opernaufführung (1836)
- Über deutsches Musikwesen (1840)
- Der Virtuos und der Künstler (1840)
- Über die Ouvertüre (1840)
- Eine Pilgerfahrt zu Beethoven (novelle, 1840)
- "Der Freischütz": an das Pariser Publikum (1841)
- "Le Freischütz" in Paris: Bericht nach Deutschland (1841)
- Rossini's "Stabat mater" (1841)
- Der Künstler und die Öffentlichkeit (1841)
- Ein Ende in Paris (novelle, 1841)
- Ein glücklicher Abend (novelle, 1841)
- Bericht über eine neue Oper (1842)
- Autobiographische Skizze (1842)
- Vorwort zur Gesamtausgabe (1871)

Deel II:
- Bericht über die Heimbringung der sterblichen Überreste Karl Maria von Weber's aus London nach Dresden (1844)
- Trinkspruch am Gedenktage des 300jährigen Bestehens der königlichen musikalischen Kapelle in Dresden (1848)
- Die Wibelungen: Weltgeschichte aus der Sage (1848, herzien 1849)
- Der Nibelungen-Mythos als Entwurf zu einem Drama (1848)
- Entwurf zur Organisation eines deutschen National-Theaters für das Königreich Sachsen (1849)

Deel III:
- Die Kunst und die Revolution (1849)
- Das Kunstwerk der Zukunft (1849)
- Kunst und Klima (1850)
- Wieland, der Schmied (proza-ontwerp van een opera, 1850)
- Oper und Drama (1851)

Deel IV:
- Eine Mitteilung an meine Freunde (1851)
- Oper und Drama (herzien 1868)

Deel V:
- Das Judenthum in der Musik (1850, herzien 1869)
- Ein Theater in Zürich (1851)
- Über die 'Goethe-Stiftung': Brief an Franz Liszt (1851)
- Erinnerungen an Spontini (1851)
- Über musikalische Kritik: Brief an den Herausgeber der "Neuen Zeitschrift für Musik" (1852)
- Über die Aufführung des "Tannhäuser": eine Mitteilung an die Dirigenten und Darsteller dieser Oper (1852)
- Bemerkungen zur Aufführung der Oper "Der fliegende Holländer" (1852)
- Beethovens "Heroische Symphonie" (1852)
- Ouvertüre zu "Koriolan" (1852)
- Vorspiel zu "Lohengrin" (1853)
- Ouvertüre zum "fliegenden Holländer" (1853)
- Gluck's Ouvertüre zu "Iphigénie in Aulis" (1854)
- Über Franz Liszts Symphonische Dichtungen: Brief an M. W. (1857)
- "Tristan und Isolde": Vorspiel (1859)
- Nachruf an L. Spohr und Chordirektor W. Fischer: brieflich an einen älteren Freund in Dresden (1860)

Deel VI:
- Vorwort zur Herausgabe der Dichtung des Bühnenfestspieles "Der Ring des Nibelungen" (1862)
- Epilogischer Bericht über die Umstände und Schicksale, welche die Ausführung des Bühnenfestspieles "Der Ring des Nibelungen" bis zur Veröffentlichung der Dichtung desselben begleiteten (1871)

Deel VII:
- Ein Brief an Hector Berlioz (1860)
- 'Zufkunftsmusik': an einem französischen Freund als Vorwort zu einer Prosa-Übersetzung meiner Operndichtungen (1860)
- Bericht über die Aufführung des "Tannhäuser" in Paris (1861)
- Das Wiener Hofoperntheater (1863)

Deel VIII:
- Über Staat und Religion (1864)
- Bericht an Seine Majestät den König Ludwig II. von Bayern über eine in München zu errichtende deutsche Musikschule (1865)
- Censuren I: "W. H. Riehl: Neues Novellenbuch" (1867)
- Censuren II: "F. Hiller: Aus dem Tonleben unserer Zeit" (1867)
- Deutsche Kunst und deutsche Politik (1867)
- Meine Erinnerungen an Ludwig Schnorr von Carolsfeld (1868)
- Censuren III: Eine Erinnerung an Rossini (1868)
- Über das Dirigieren (1869)
- Censuren IV: "E. Devriendt: Meine Erinnerungen an Felix Mendelssohn Bartholdy" (1869)
- Censuren V: Aufklärungen über "Das Judenthum in der Musik": an Frau Marie Muchanoff, geb. Gräfin Nesselrode (1869)
- Censuren: Vorbericht (1872)

Deel IX:
- Beethoven (1870)
- Eine Kapitulation: Lustspiel in antiker Manier (gedicht, 1870)
- Über die Bestimmung der Oper (1871)
- Erinnerungen an Auber (1871)
- Brief an einen Italiënischen Freund über die Aufführung des "Lohengrin" in Bologna (1871)
- An Friedrich Nietzsche (1872)
- Über Schauspieler und Sänger (1872)
- Schreiben an den Bürgermeister von Bologna (1872)
- Brief über das Schauspielerwesen an einen Schauspieler (1872)
- Ein Einblick in das heutige deutsche Opernwesen (1872)
- Über die Benennung 'Musikdrama' (1872)
- Einleitung zu einer Vorlesung der "Götterdämmerung" vor einem auserwählten Zuhörerkreise in Berlin (1873)
- Zum Vortrag der neunten Symphonie Beethovens (1873)
- Schlussbericht über die Umstände und Schicksale, welche die Ausführung des Bühnenfestspieles "Der Ring des Nibelungen" bis zur Gründung von Wagner-Vereine begleiteten (1873)
- Das Bühnenfestspielhaus zu Bayreuth: nebst einem Bericht über die Grundsteinlegung desselben (1873)

Deel X:
- Was ist deutsch ? (1865-'78)
- Über eine Opernaufführung in Leipzig: Brief an den Herausgeber des "Musikalischen Wochenblattes" (1874)
- An die geehrten Vorstände der Richard Wagnervereine (1877)
- Entwurf, veröffentlicht mit den Statuten des Patronatvereines (1877)
- Zur Einführung (1878)
- Modern (1878)
- Publikum und Popularität (1878)
- Das Publikum in Zeit und Raum (1878)
- Ein Rückblick aus die Bühnenfestspiele des Jahres 1876 (1878)
- Ein Wort zur Einführung der Arbeit Hans von Wolzogens "Über Verrottung und Errettung der deutschen Sprach" (1879)
- Erklärung an die Mitglieder des Patronatvereines (1879)
- Zur Einführung in das Jahr 1880 (1879)
- Wollen wir hoffen ? (1879)
- Über das Dichten und Komponieren (1879)
- Über das Opern-Dichten und Komponieren in Besonderen (1879)
- Über die Anwendung der Musik auf das Drama (1879)
- Offenes Schreiben an Herrn Ernst von Weber, Verfasser der Schrift "Die Folterkammern der Wissenschaft" (1879)
- Religion und Kunst (1880)
- Zur Mitteilung an die geehrten Patrone der Bühnenfestspiele in Bayreuth (1880)
- Zur Einführung der Arbeit des Grafen Gobineau "Ein Urteil über die jetzige Weltlage" (1881)
- Ausführungen zu "Religion und Kunst": 'Erkenne dich selbst' ; Heldentum und Christentum (1881)
- Brief an H. v. Wolzogen (1882)
- Offenes Schreiben an Herrn Friedrich Schön in Worms (1882)
- Das Bühnenweihfestspiel in Bayreuth 1882 (1882)
- Bericht über die Wiederaufführung eines Jugendwerkes: an den Herausgeber des "Musikalischen Wochenblattes" (1882)
- Brief an H. v. Stein (1883)

Deel XI:
- Die hohe Braut (proza-ontwerp voor een opera, 1836 en 1842)
- Männerlist grösser als Frauenlist, oder Die glückliche Bärenfamilie (gedicht voor een komische opera, 1837)
- Die Sarazenin (proza-ontwerp voor een opera, 1841-'43)
- Die Bergwerke zu Falun (proza-ontwerp voor een opera, 1841-'42)
- Friedrich I. (proza-ontwerp voor een toneelstuk, 1846-'48)
- Jesus von Nazareth (proza-ontwerp voor een toneelstuk, 1849)
- Die Sieger (prozaschets, 1856)

Deel XII:
- Die deutsche Oper (1834)
- Pasticcio (1834)
- Aus Magdeburg (1836)
- Der dramatische Gesang (1837)
- Bellini (1837)
- Über Meyerbeers "Hugenotten" (1837 ?)
- "Stabat mater" de Pergolèse par Lvoff (1840)
- Pariser Amüsements (1841)
- Pariser Fatalitäten für Deutsche (1841)
- [9] Pariser Berichte für die "Dresdner Abendzeitung" (1841)
- Halévy und die französische Oper (1842)
- "La reine de Chypre" d'Halévy (1842)
- Das Oratorium "Paulus" von Mendelssohn Bartholdy (1843)
- Die Königliche Kapelle betreffend (1846)
- Zu Beethoven's Neunter Symphonie (1846)
- Künstler und Kritiker, mit Bezug auf einem besonderen Fall (1846)
- Wie verhalten sich republikanische Bestrebungen dem Königthume gegenüber ? (1848)
- Deutschland und seine Fürsten (1848)
- Über Eduard Devriendt's "Geschichte der deutschen Schauspielkunst" (1849)
- Theater-Reform (1849)
- Nochmals Theater-Reform (1849)
- Der Mensch und die bestehende Gesellschaft (1849)
- Die Revolution (1849)
- Achilleus (toneelstuk, 1849-'50, fragment)
- schetsen en ontwerpen voor prozageschriften (1849-'58)
- Beethoven's cis moll-Quartett (1854)
- Zur Erwiderung des Aufsatzes "Richard Wagner und die öffentliche Meinung" (1865)
- Das Münchener Hoftheater: zur Berichtigung (1869)
- Persönliches: warum ich den zahllosen Angriffen auf mich und meine Kunstansichten nicht erwidere (1869)
- Die Meistersinger von Nürnberg: Vorspiel zum 3. Akt (1869)
- An die Patrone der Bühnenfestspiele in Bayreuth (1873)
- An die geehrten Patrone der Bühnenfestspiele von 1876 (1876)
- Ansprache an die Abgesandten des Bayreuther Patronats (1877)
- Ankündigung der Aufführung des "Parsifal" (1877)
- Parsifal: Vorspiel (1882)
- Über das Weibliche im Menschlichen (1883, onvoltooid)

Deel XIII:
- Mein Leben (deel I en II) (1865-'71, privé-uitgave samen met deel III 1870-'75)(*)

Deel XIV:
- Mein Leben (deel III) (1875, privé-uitgave samen met deel I en II 1870-'75) (*)

Deel XV:
- "Tannhäuser", I: Einzug der Gäste auf Wartburg ; II: Tannhäusers Romfahrt (1853)
- Mein Leben (deel IV) (1879-'80, privé-uitgave 1881) (*)

(*) De ingekorte autobiografie Mein Leben (alle delen) werd uitgegeven in München in 1911. De gecensureerde stukken eruit werden in 1929-1930 uitgegeven. De volledige versie verscheen in 1963.
Deel XVI:
- Leubald (gedicht, 1828, fragment)
- "Lohengrin", I: Männerszene und Brautzug ; II: Hochzeitmusik und Brautlied (1853)
- "Die Walküre", I: Siegmunds Liebesgesang ; II: Der Ritt der Walküren ; III: Wotans Abschied und Feuerzauber (1864)
- "Götterdämmerung", I: Vorspiel ; II: Hagens Wacht ; III: Siegfrieds Tod ; IV: Schluss des letzten Aktes (1875)
- gedichten, aforismen, fragmenten (1840-'42) in de delen VIII, IX, XII en XVI
- schetsen, libretti, ontwerpen en teksten voor opera's en Musikdramen (1832-'77) in de delen I, II, V, VII, X en XI

Niet opgenomen in de gezamenlijke uitgave:
- Über die Aufführung des Bühnenfestspieles "Der Ring des Nibelungen" (1871)
- Luthers Hochzeit (toneelstuk, 1868, fragment)
- vele artikelen die oorspronkelijk verschenen in "Neue Zeitschrift für Musik" (1834, 1841-'42, 1850-'61, 1868-'70), in "Gazette musicale" (1840-'42), in "Dresdner Abendzeitung" (1841-'42), in "Musikalisches Wochenblatt" (1870-'75, 1883) en in "Bayreuther Blätter" (1878-'82).

## Citaten
- Gioacchino Rossini: Wagner heeft mooie momenten, maar vervelende kwartiertjes.
- Mark Twain: Wagner's music is better than it sounds.
- Friedrich Nietzsche: Den hab ich mal sehr geliebt.
- Pjotr Iljitsj Tsjaikovski: Na de laatste tonen van de Götterdämmerung voelde ik me alsof ik was vrijgelaten uit een gevangenis. Kan zijn dat de Nibelungen een magnifiek werk is, maar het is zeker dat er nog nooit een werk zo eindeloos en langdradig uitgesponnen is.[7]
- Woody Allen (met een impliciete verwijzing naar het pompeuze, strijdlustige en krijgshaftige in veel van Wagners werk en naar diens bewonderaar Adolf Hitler): Altijd als ik muziek van Wagner hoor, krijg ik zin Polen binnen te vallen.